# Rocking in Olympia 1975
Albums de Eddy Mitchell
Rocking in Nashville
(1974) Made in USA
(1975)
Rocking in Olympia 1975 est le deuxième album live d'Eddy Mitchell. Sorti en novembre 1975, le 33 tours est enregistré à l'Olympia de Paris lors des concerts du chanteur du 7 au 11 mai 1975. Le chanteur est accompagné des musiciens américains qui ont participé à l'enregistrement de l'album Rocking in Nashville.

## Histoire
Eddy Mitchell est à l'Olympia de Paris du 7 au 11 mai 1975. Avec lui sur scène, venus de Nashville, les musiciens qui, en 1974, l'ont accompagné lors de l'enregistrement de l'album Rocking in Nashville,.
Chacune des représentations est enregistrées, ce qui donnent naissance à l'album live Rocking in Olymmpia 1975, qui sort en novembre 1975. Le disque ne contient que sept chansons interprétées par Eddy Mitchell, le groupe d'accompagnement est mis en vedette sur les quatre premiers titres.
Il faut attendre 1994, et la publication de l'album au format CD pour que la restitution du récital d'Eddy Mitchell soit enrichie de dix chansons (restées jusqu'alors inédites dans leurs version Olympia 1975).

## Autour de l'album
Édition originale :
L'album est publié en 33 tours  (référence originale Barclay 90 036), et propose onze titres. Eddy Mitchell n'est présent que sur sept morceaux (le cinquième et dernier de la face A et sur les six qui font la face B ; Les quatre premiers de la face A sont interprétés par des membres de son orchestre, respectivement, Nashville Super Pickers, Holladay Sisters, The Jordanaires et Charlie McCoy,.
Réédition :
Rocking in Olympia 1975 est réédité en 1994, en CD, sous le titre Olympia 75. Il contient dix-sept titres, dont dix supplémentaires interprétés par Eddy Mitchell (les quatre joués par l'orchestre sont alors supprimés) : Emmène-moi où tu veux, J'attendrai le prochain train, C'est un piège, Fume cette cigarette, Bye Bye Johnny B. Goode, À crédit et en stéréo, C'est la vie mon chéri, C'est un rocker, Je ne deviendrai jamais une super star, Toujours un coin qui me rappelle.

## Liste des titres

### 33 tours original / 11 titres
| No  | Titre | Paroles | Musique | Durée |
| --- | --- | --- | --- | ----- |
| 1.  | Boogie Woogie (par Nasville Super Pickers)                                                                                           | | Pine Top Smith | 2:36  |
| 2.  | When Will I Be Loved (song) (en) (par The Holladay Sisters)                                                                          | Phil Everly | Phil Everly | 2:33  |
| 3.  | Heartbreak Hotel (a)-All Shook Up (b)-Love Me Tender (c)-Don't Be Cruel (d)-Hound Dog (e) (Medley Elvis Presley par The Jordanaires) | Tommy Durden (en), Mae Boren Axton (en) (a) - Otis Blackwell, Elvis Presley (b) - Ken Darby, Elvis Presley, Aura Lea (c) - Otis Blackwell, Elvis Presley (d) - Jerry Leiber, Mike Stoller (e) | Tommy Durden, Mae Boren Axton (a) - Otis Blackwell, Elvis Presley (b) - George R. Poulton (en) (c) - Otis Blackwell, Elvis Presley (d) - Jerry Leiber, Mike Stoller (e) | 6:19  |
| 4.  | Orange Blossom Special (par Charlie McCoy)                                                                                           | Ervin T. Rouse (en) | Ervin T. Rouse | 3:50  |
| 5.  | Rock'n'roll music (Rock and Roll Music)                                                                                              | Claude Moine (adaptation) | Chuck Berry | 2:33  |
| 6.  | Repose Beethoven (Roll Over Beethoven)                                                                                               | Claude Moine (adaptation) | Chuck Berry | 3:10  |
| 7.  | Bobby McGee (Me and Bobby McGee) | Boris Bergman (adaptation) | Kris Kristofferson, Fred Foster (en) | 3:40  |
| 8.  | Chaque matin, il se lève (Early Morning Rain (en))                                                                                   | Claude Moine (adaptation) | Gordon Lightfoot | 4:00  |
| 9.  | Alice | Claude Moine | Pierre Papadiamandis | 2:47  |
| 10. | Be Bop A Lula (Be-Bop-A-Lula - version franco-anglaise)                                                                              | Claude Moine, Gisèle Vesta (adaptation) | Gene Vincent, Sheriff Tex Davis | 4:08  |
| 11. | Tutti Frutti (Tutti Frutti) | Dorothy LaBostrie, J. Lubin, Richard Penniman | Dorothy LaBostrie, J. Lubin, Richard Penniman | 4:35  |

### Édition CD 1994 / 17 titres
| No  | Titre                                                                            | Paroles                                       | Musique                                       | Durée |
| --- | -------------------------------------------------------------------------------- | --------------------------------------------- | --------------------------------------------- | ----- |
| 1.  | J'aime le rock'n'roll (Rock and Roll Music)                                      | Claude Moine (adaptation)                     | Chuck Berry                                   |       |
| 2.  | Repose Beethoven (Roll Over Beethoven)                                           | Manou Roblin (adaptation)                     | Chuck Berry                                   |       |
| 3.  | Emmène-moi où tu veux (Take Me Some Home To Somewhere)                           | Claude Moine (adaptation)                     | George Richey, Carmol Taylor, Norro Wilson    |       |
| 4.  | J'attendrai le prochain train (Pic Me Open Your Way Down)                        | Claude Moine (adaptation)                     | Harlan Howards                                |       |
| 5.  | Bobby McGee (Me and Bobby McGee)                                                 | Boris Bergman (adaptation)                    | Kris Kristofferson                            |       |
| 6.  | C'est un piège (Get It)                                                          | Claude Moine (adaptation)                     | Bob Kelly                                     |       |
| 7.  | Chaque matin il se lève (Early Morning Rain)                                     | Claude Moine (adaptation)                     | Gordon Lightfoot                              |       |
| 8.  | Fume cette cigarette (Smoke! Smoke! Smoke! (That Cigarette) (en))                | Claude Moine (adaptation)                     | Tex Williams (en), Merle Travis               |       |
| 9.  | Bye Bye Johnny B. Goode (Bye Bye Johnny)                                         | Claude Moine (adaptation)                     | Chuck Berry                                   |       |
| 10. | À crédit et en stéréo (No Particular Place to Go)                                | Claude Moine (adaptation)                     | Chuck Berry                                   |       |
| 11. | C'est la vie mon chéri (Almost Grown)                                            | Claude Moine (adaptation)                     | Chuck Berry                                   |       |
| 12. | C'est un rocker (I'm A Rocker)                                                   | Claude Moine (adaptation)                     | Chuck Berry                                   |       |
| 13. | Je ne deviendrai jamais une superstar                                            | Claude Moine                                  | Pierre Papadiamandis                          |       |
| 14. | Alice                                                                            | Claude Moine                                  | Pierre Papadiamandis                          |       |
| 15. | Toujours un coin qui me rappelle ((There's) Always Something There to Remind Me) | Ralph Bernet (adaptation)                     | Burt Bacharach, Hal David                     |       |
| 16. | Be Bop a Lula                                                                    | Claude Moine, Gisèle Vesta (adaptation)       | Gene Vincent, Sheriff "Tex" Davis             |       |
| 17. | Tutti Frutti                                                                     | Dorothy LaBostrie, J. Lubin, Richard Penniman | Dorothy LaBostrie, J. Lubin, Richard Penniman |       |

## Musiciens
- Charlie McCoy : harmonica et direction musicale
- Jim Colvard : guitare
- Dale Sellers : guitare
- David Briggs : piano
- Billy Swan : guitare (titres 10 et 11)
- Kenneth A. Buttrey (*) : batterie
- Wayne Moss (*) : basse
- Buddy Spicher : violon
- Russ Hicks (*) : pedal steel guitar
- The Holladay Sisters (Mary Holladay Pederson, Ginger Holladay Ritter, Leah Jane Berinatti) : chœurs
- The Jordanaires (Hoyt Hawkins, Neal Matthews, Gordon Stoker, Ray Walker) : chœurs

(*) Membres du groupe américain Barefoot Jerry (en)